# Polianka
Polianka (Hongaars: Polianka) is een Slowaakse gemeente in de regio Trenčín, en maakt deel uit van het district Myjava.
Polianka telt 390 inwoners.